# Eloi Meulenberg
Eloi Meulenberg (Jumet, 22 september 1912 - 26 februari 1989) was een Belgisch wielrenner.

## Belangrijkste overwinningen
1935
- GP Fourmies

1936
- Parijs-Brussel

1937
- Wereldkampioen op de weg, profs
- Luik-Bastenaken-Luik
- 11e etappe deel A Tour de France
- 13e etappe deel B Tour de France
- 14e etappe deel A Tour de France
- 14e etappe deel C Tour de France

1938
- 4e etappe deel A Tour de France
- 4e etappe deel B Tour de France
- 5e etappe Tour de France

1943
- Scheldeprijs

## Resultaten in voornaamste wedstrijden
| Jaar | Ronde van Italië | Ronde van Frankrijk | Ronde van Spanje |
| ---- | ---------------- | ------------------- | ---------------- |
| 1935 |                  |                     |                  |
| 1936 |                  | 34e (2)             |                  |
| 1937 |                  | opgave (4)          |                  |
| 1938 |                  | opgave (3)          |                  |
| 1939 |                  | opgave              |                  |
| 1943 |                  |                     |                  |
| 1944 |                  |                     |                  |

| Jaar | Ronde van Vlaanderen | Parijs-Roubaix | Luik-Bast.‑Luik | Parijs-Brussel | Waalse Pijl |  | WK op de weg |
| ---- | -------------------- | -------------- | --------------- | -------------- | ----------- |  | ------------ |
| 1935 | ↑                    | 28e            |                 |                |             |  |              |
| 1936 | 17e                  |                | 5e              | Goud           | 10e         |  |              |
| 1937 |                      | 27e            | Goud            |                |             |  | ↑            |
| 1938 |                      |                |                 | 8e             |             |  | opgave       |
| 1939 |                      |                |                 |                |             |  |              |
| 1943 |                      |                |                 |                | 34e         |  |              |
| 1944 |                      |                |                 |                | 14e         |  |              |